# Bahnstrecke Mellerud/Skälebol–Kornsjö
| Streckennummer: | 11                                                |                                    |                             |
| Streckenlänge: | 65 km                                             |                                    |                             |
| Spurweite: | 1435 mm (Normalspur)                              |                                    |                             |
| Stromsystem: | 15 kV, 16 2⁄3 Hz ~                                |                                    |                             |
| Streckengeschwindigkeit: | Bandel 636 (Skälebol)–(Kornsjö-gränsen): 200 km/h |                                    |                             |
| |                                                   |                                    |                             |
| \| \| -2,1 \| Sunnanå \| 46 m ö.h. \| \| \| \| von Kil \| \| \| \| \| von Arvika \| \| \| \| 0,0 \| Mellerud \| 55 m ö.h. \| \| \| \| von/nach Göteborg \| \| \| \| 100,1 \| Skälebol \| Skälebol \| \| \| \| \| \| \| \| 104,3 \| Råskogen \| Råskogen \| \| \| 1,3 \| Gärdserud \| Gärdserud \| \| \| 4,1 \| Östevatten \| Östevatten \| \| \| 6,3 \| Bäckebol \| Bäckebol \| \| \| \| \| \| \| \| 8,1 112,5 \| Dals Rostock \| 95 m ö.h. \| \| \| 12,2 \| Dansbo \| Dansbo \| \| \| 14,5 \| Tångebo bis ~1940 Ölebäcken \| Tångebo bis ~1940 Ölebäcken \| \| \| 16,2 \| Dalskog \| Dalskog \| \| \| 18,2 \| Halängen \| Halängen \| \| \| 19,6 \| Teåkerstunnel (135 m) \| Teåkerstunnel (135 m) \| \| \| 20,5 \| Teåker \| Teåker \| \| \| 21,0 \| Regineberg \| Regineberg \| \| \| 22,3 \| Arket \| Arket \| \| \| \| von Uddevalla \| \| \| \| 26,3 \| Bäckefors (Übergang Lelångenbanan) \| 148 m ö.h. \| \| \| \| nach Bengtsfors \| \| \| \| 28,9 \| Vången \| Vången \| \| \| 35,5 \| Tingvalla \| Tingvalla \| \| \| 39,6 \| Ånim \| Ånim \| \| \| 42,4 \| Höghus bis 1940 Höghusbron \| Höghus bis 1940 Höghusbron \| \| \| 2,6 \| Le \| Le \| \| \| 44,6 0,0 \| Ed \| 142 m ö.h. \| \| \| \| \| \| \| \| \| \| \| \| \| 48,6 \| Hökedalen \| Hökedalen \| \| \| 53,3 \| Haksjönstunnel \| Haksjönstunnel \| \| \| 56,5 \| Mon (früher Bhf.) \| Mon (früher Bhf.) \| \| \| 62,5 \| Dals högen bis ~1940 Högen \| 152 m ö.h. \| \| \| 63,6 \| Grenze Schweden/Norwegen \| Grenze Schweden/Norwegen \| \| \| 64,6 \| Kornsjö \| Kornsjö \| \| \| \| nach Oslo \| \| |                                                   |                                    |                             |
| Kopfbahnhof Streckenanfang (Strecke außer Betrieb) | -2,1                                              | Sunnanå                            | 46 m ö.h.                   |
| Abzweig ehemals geradeaus und von rechts |                                                   | von Kil                            | von Kil                     |
| Abzweig geradeaus und von rechts |                                                   | von Arvika                         | von Arvika                  |
| Bahnhof | 0,0                                               | Mellerud                           | 55 m ö.h.                   |
| Strecke · Strecke von links |                                                   | von/nach Göteborg                  | von/nach Göteborg           |
| Strecke · Strecke von links · Abzweig geradeaus und nach rechts | 100,1                                             | Skälebol                           | Skälebol                    |
| Abzweig ehemals geradeaus, nach links und ehemals von links · Strecke nach rechts · Strecke |                                                   |                                    |                             |
| Strecke nach links (außer Betrieb) · Strecke von rechts (außer Betrieb) · Blockstelle | 104,3                                             | Råskogen                           | Råskogen                    |
| Haltepunkt / Haltestelle (Strecke außer Betrieb) · Strecke | 1,3                                               | Gärdserud                          | Gärdserud                   |
| Haltepunkt / Haltestelle (Strecke außer Betrieb) · Strecke | 4,1                                               | Östevatten                         | Östevatten                  |
| Haltepunkt / Haltestelle (Strecke außer Betrieb) · Strecke | 6,3                                               | Bäckebol                           | Bäckebol                    |
| Abzweig ehemals geradeaus und von links · Strecke nach rechts |                                                   |                                    |                             |
| Blockstelle | 8,1 112,5                                         | Dals Rostock                       | 95 m ö.h.                   |
| ehemaliger Haltepunkt / Haltestelle | 12,2                                              | Dansbo                             | Dansbo                      |
| ehemaliger Haltepunkt / Haltestelle | 14,5                                              | Tångebo bis ~1940 Ölebäcken        | Tångebo bis ~1940 Ölebäcken |
| ehemaliger Bahnhof | 16,2                                              | Dalskog                            | Dalskog                     |
| ehemaliger Haltepunkt / Haltestelle | 18,2                                              | Halängen                           | Halängen                    |
| Tunnel | 19,6                                              | Teåkerstunnel (135 m)              | Teåkerstunnel (135 m)       |
| ehemaliger Haltepunkt / Haltestelle | 20,5                                              | Teåker                             | Teåker                      |
| ehemaliger Haltepunkt / Haltestelle | 21,0                                              | Regineberg                         | Regineberg                  |
| ehemaliger Haltepunkt / Haltestelle | 22,3                                              | Arket                              | Arket                       |
| Strecke · Strecke von links (außer Betrieb) |                                                   | von Uddevalla                      | von Uddevalla               |
| Dienststation / Betriebs- oder Güterbahnhof · Bahnhof (Strecke außer Betrieb) | 26,3                                              | Bäckefors (Übergang Lelångenbanan) | 148 m ö.h.                  |
| Kreuzung geradeaus oben (Querstrecke außer Betrieb) · Strecke nach rechts (außer Betrieb) |                                                   | nach Bengtsfors                    | nach Bengtsfors             |
| ehemaliger Haltepunkt / Haltestelle | 28,9                                              | Vången                             | Vången                      |
| ehemaliger Bahnhof | 35,5                                              | Tingvalla                          | Tingvalla                   |
| ehemaliger Haltepunkt / Haltestelle | 39,6                                              | Ånim                               | Ånim                        |
| ehemaliger Haltepunkt / Haltestelle | 42,4                                              | Höghus bis 1940 Höghusbron         | Höghus bis 1940 Höghusbron  |
| Kopfbahnhof Streckenanfang (Strecke außer Betrieb) · Strecke | 2,6                                               | Le                                 | Le                          |
| Strecke (außer Betrieb) · Bahnhof | 44,6 0,0                                          | Ed                                 | 142 m ö.h.                  |
| Abzweig geradeaus und von links (Strecke außer Betrieb) · Abzweig geradeaus und ehemals nach rechts |                                                   |                                    |                             |
| Strecke |                                                   |                                    |                             |
| ehemaliger Bahnhof | 48,6                                              | Hökedalen                          | Hökedalen                   |
| Tunnel | 53,3                                              | Haksjönstunnel                     | Haksjönstunnel              |
| Dienststation / Betriebs- oder Güterbahnhof | 56,5                                              | Mon (früher Bhf.)                  | Mon (früher Bhf.)           |
| ehemaliger Haltepunkt / Haltestelle | 62,5                                              | Dals högen bis ~1940 Högen         | 152 m ö.h.                  |
| Grenze auf Brücke über Wasserlauf | 63,6                                              | Grenze Schweden/Norwegen           | Grenze Schweden/Norwegen    |
| ehemaliger Bahnhof | 64,6                                              | Kornsjö                            | Kornsjö                     |
| Strecke |                                                   | nach Oslo                          | nach Oslo                   |

Die Bahnstrecke Mellerud/Skälebol–Kornsjö (norwegisch Norgebanan) ist eine Eisenbahnstrecke in Schweden, die die Bahnstrecke Göteborg–Kil mit Kornsjö in Norwegen verbindet. Sie ist damit Teil der Verbindung Göteborg–Oslo.

## Geschichte

### Bau
Nachdem Bergslagernas Järnvägar die Konzession für den Bau einer Bahnstrecke von Göteborg nach Kil erhalten hatte, bildete sich 1873 ein Komitee zum Bau einer Eisenbahnstrecke, die Fredrikshald in Norwegen mit der im Bau befindlichen Bahnstrecke von Göteborg nach Kil verbinden sollte, um damit eine durchgehende Eisenbahnverbindung zwischen Göteborg und Oslo zu schaffen. Am 19. Dezember 1873 kam es zur Gründung der Dalslands Järnväg (DJ). Diese war für den Streckenbau von Sunnanå über Mellerud, wo der Anschluss an die Bahnstrecke Göteborg–Kil hergestellt werden sollte, zur schwedisch-norwegischen Grenze zuständig.
Der Streckenbau von Oslo über Fredrikshald zur Grenze wurde vom norwegischen Staat ausgeführt. Am 5. November 1875 erhielt die DJ die Konzession zum Bau der projektierten Bahnstrecke. Noch im gleichen Jahr wurden die Bauarbeiten begonnen. Am 18. Juli 1879 konnte der Betrieb zwischen Sunnanå und der schwedisch-norwegischen Grenze aufgenommen werden. Der norwegische Teil der Strecke war bereits Anfang des Jahres eröffnet worden, so dass eine Mellanriksbana entstand. In Mellerud bestand Anschluss an die fast zeitgleich eröffnete Vänerbana von Göteborg nach Kil.
Zusammen mit der Strecke Sunnanå–Kornsjö wurde auch die zwei Kilometer lange Zweigstrecke Ed–Le am Stora Le eröffnet. Da der See 43 m tiefer als der Bahnhof Ed liegt, war dafür eine Spitzkehre notwendig.

### Betrieb

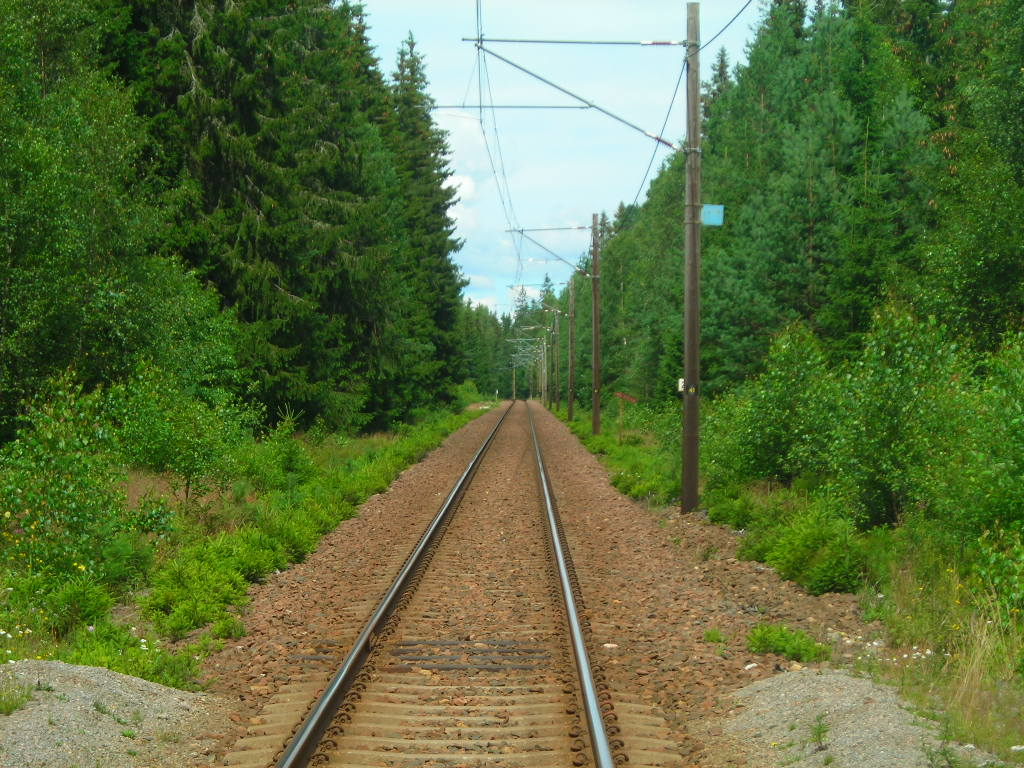
Norgebanan bei Bäckefors

Bis 1895 wurde der Betrieb der Strecke von Sunnanå bis Fredrikshald unter der Verwaltung der Fredrikshald-Sunnanå Järnväg geführt, obwohl der norwegische Streckenabschnitt dem Staat gehörte. Danach wurden die beiden Streckenabschnitte getrennt verwaltet.
Die Stichstrecken von Mellerud nach Sunnanå am Vänern und von Ed nach Le am Stora Le wurden von Anfang nur in den Sommermonaten betrieben, wenn auf den Seen auch Schiffsverkehr stattfand. Der Personenverkehr zwischen Ed und Le wurde bereits 1929 eingestellt, der Güterverkehr im Jahr 1964. Letzte sporadische Fahrten wurden bis 1978 durchgeführt. Zwischen Mellerud und Sunnanå verkehrte der letzte Personenzug 1925, der Güterverkehr wurde 1959 eingestellt.
Zusammen mit der Vänerbana wurde auch die Dalslandsbana mit 15 kV bei 16 2⁄3 Hz elektrifiziert. Am 1. Oktober 1939 konnte der elektrische Betrieb zwischen Mellerud und Kornsjö aufgenommen werden. Die DJ wurde 1946 von der Bergslagernas Järnväg übernommen, die am 1. Juli 1948 selbst verstaatlicht wurde und in der Statens Järnvägar aufging.
Um von Göteborg direkt ohne Fahrtrichtungswechsel in Mellerud nach Oslo fahren zu können, wurde am 3. Juni 1956 eine Verbindungskurve bei Mellerud in Betrieb genommen, wodurch die Züge aus Richtung Göteborg am Bahnhof Mellerud vorbei direkt auf die Strecke nach Kornsjö geleitet werden. Die vorerst letzte Baumaßnahme war der Neubau des Abschnitts Skälebol–Dals Rostock. Damit wurde die Strecke um 7 km verkürzt und einige enge Bögen vermieden. Diese Neubaustrecke wurde am 3. September 1995 in Betrieb genommen. Der bis dahin genutzte Streckenabschnitt zwischen Mellerud und Dals Rostock wurde daraufhin stillgelegt.

## Verkehr
Die Strecke Skälebol–Kornsjö ist eingleisig. Es gibt jedoch in Råskogen, Bäckefors und Ed Kreuzungsbahnhöfe. Der einzige Halt im Personenverkehr ist Ed.
Seit Januar 2005 führen NSB in enger Zusammenarbeit mit dem schwedischen Eisenbahnverkehrsunternehmen Tågkompaniet (seit 2019 Vy Tåg) Expresszugverkehr zwischen Göteborg und Oslo durch (Bahnstrecke Mellerud/Skälebol–Kornsjö und Østfoldbanen).  Die NSB setzt für diese Leistungen zwei BM 73B ein, die mit der zulässigen Geschwindigkeit von 210 km/h – neben den SJ X2 – schnellsten Zügen im schwedischen Streckennetz; diesen Vorteil können sie auf der Strecke jedoch nicht ausspielen. Die Züge werden auch auf dem schwedischen Abschnitt von norwegischem Personal gefahren. Spätestens seit 2023 wird die Verbindung mit Triebzügen der NSB Type 74 gefahren.